# Unione Sportiva Casatese 1980-1981
Questa voce raccoglie le informazioni riguardanti l'Unione Sportiva Casatese nelle competizioni ufficiali della stagione 1980-1981.

## Rosa
| N. |                   | Ruolo | Calciatore           |
| -- | ----------------- | ----- | -------------------- |
| -  | Italia (bandiera) | P     | Pierantonio Bosaglia |
| -  | Italia (bandiera) | C     | Ermenegildo Brioschi |
| -  | Italia (bandiera) | D     | Valeriano Caglio     |
| -  | Italia (bandiera) | A     | Paolo Caprotti       |
| -  | Italia (bandiera) | C     | Massimo Cazzaniga    |
| -  | Italia (bandiera) | A     | Giancarlo Corti      |
| -  | Italia (bandiera) | C     | Pietro Danelli       |
| -  | Italia (bandiera) | C     | Antonio Ferri        |
| -  | Italia (bandiera) | A     | Fabio Franzo         |
| -  | Italia (bandiera) | C     | Giuseppe Gesti       |
| -  | Italia (bandiera) |       | Gurgoglione          |
| -  | Italia (bandiera) |       | Mainardi             |
| -  | Italia (bandiera) | C     | Raffaele Monterosso  |
| -  | Italia (bandiera) | A     | Roberto Pellizzari   |

| N. |                   | Ruolo | Calciatore          |
| -- | ----------------- | ----- | ------------------- |
| -  | Italia (bandiera) | D     | Claudio Pirotta     |
| -  | Italia (bandiera) | P     | Enrico Pirovano     |
| -  | Italia (bandiera) | D     | Giuseppe Redaelli   |
| -  | Italia (bandiera) |       | Riva                |
| -  | Italia (bandiera) | C     | Giancarlo Rizzi     |
| -  | Italia (bandiera) | C     | Alberto Romanini    |
| -  | Italia (bandiera) | A     | Michele Ruffinoni   |
| -  | Italia (bandiera) | C     | Claudio Sangiorgio  |
| -  | Italia (bandiera) | D     | Mario Scanziani     |
| -  | Italia (bandiera) | D     | Oscar Sordelli      |
| -  | Italia (bandiera) | A     | Gaspare Uzzardi     |
| -  | Italia (bandiera) | D     | Enrico Viscardi     |
| -  | Italia (bandiera) | D     | Fabrizio Zoppellaro |